# Canariphantes homonymus
Canariphantes homonymus är en spindelart som först beskrevs av Denis 1934.  Canariphantes homonymus ingår i släktet Canariphantes och familjen täckvävarspindlar. Inga underarter finns listade.